# Buzen (Fukuoka)
Buzen (豊前市 Buzen-shi?) es una ciudad localizada en Fukuoka, Japón.
A partir de 2003, la ciudad tiene una población de 28.580 y una densidad de 257,18 personas por km². La superficie total es de 111,13 km².
La ciudad fue fundada el 10 de abril de 1955.

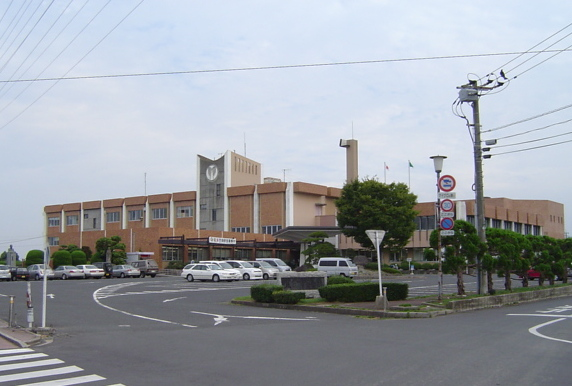
Oficinas de la ciudad de Buzen.